# 黑茨巴赫河 (韋斯特巴赫河支流)
50°6′52.64″N 9°14′27.25″E / 50.1146222°N 9.2409028°E

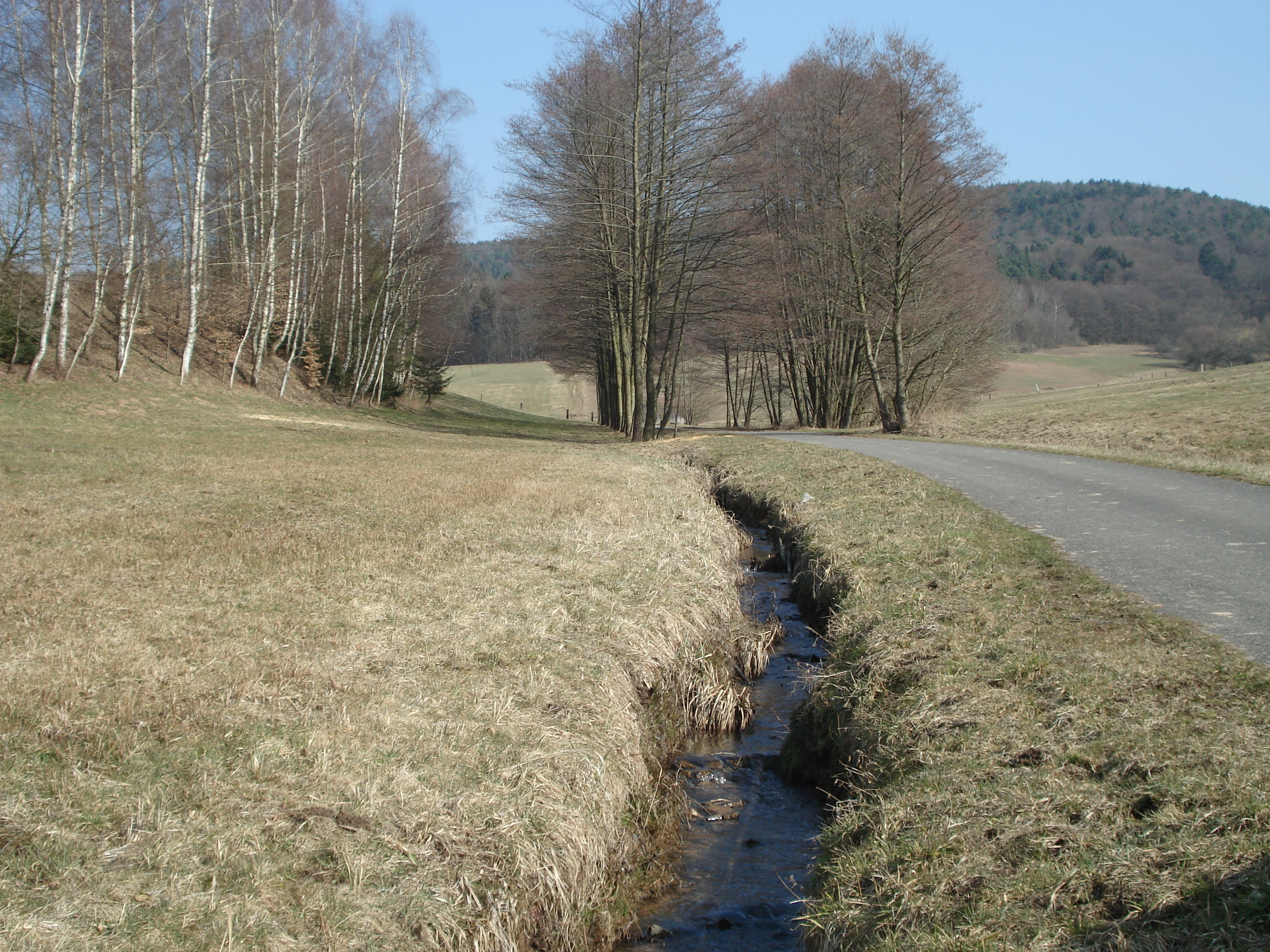

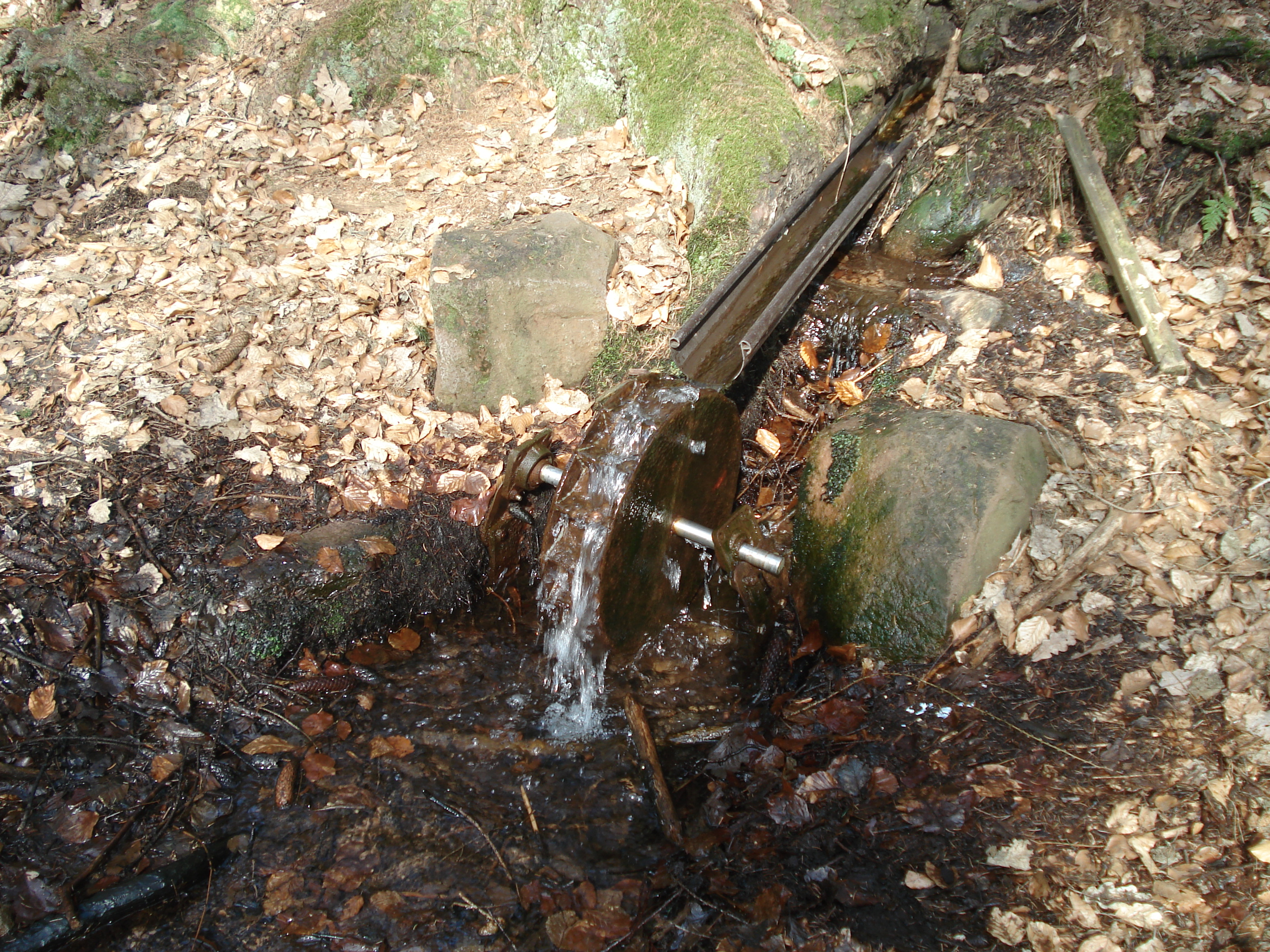

黑茨巴赫河（德語：Herzbach），是德國的河流，位於該國東南部，由巴伐利亞負責管轄，屬於韋斯特巴赫河的左支流，河道全長2.3公里，流域面積2.3平方公里。